# Выборы в Законодательное собрание Вологодской области (2016)
Выборы депутатов Законодательного собрания Вологодской области состоялись в Вологодской области 18 сентября 2016 года в единый день голосования, одновременно с выборами в Государственную думу РФ. Выборы проходили по смешанной избирательной системе: из 34 депутатов 17 избирались по партийным спискам (пропорциональная система), остальные 17 — по одномандатным округам (мажоритарная система). Для попадания в заксобрание по пропорциональной системе партиям необходимо преодолеть 5%-й барьер. Срок полномочий депутатов — пять лет.
На 1 июля 2016 года в области было зарегистрировано 957 533 избирателя. Явка составила 40,56 %.

## Ключевые даты
- 17 июня Законодательное собрание Вологодской области назначило выборы на 18 сентября 2016 года (единый день голосования)[2].
  - 21 июня постановление о назначении выборов было опубликовано в СМИ[2].
- 24 июня Избирательная комиссия Вологодской области утвердила календарный план мероприятий по подготовке и проведению выборов[2].
- с 21 июня по 11 июля — период выдвижения кандидатов и списков[2].
  - агитационный период начинается со дня выдвижения и заканчивается и прекращается за одни сутки до дня голосования[2].
- с 12 по 22 июля — период представления документов для регистрации кандидатов и списков[2].
- с 20 августа по 16 сентября — период агитации в СМИ[2].
- 17 сентября — день тишины[2].
- 18 сентября — день голосования.

## Участники

### Выборы по партийным спискам
По единому округу партии выдвигали списки кандидатов. Для регистрации выдвигаемого списка партиям требовалось собрать от 4803 до 5283 подписей избирателей (0,5 % от числа избирателей).
| 1 | Единая Россия                                   | Олег Кувшинников • Юрий Воробьёв • Георгий Шевцов    | 17 | 84 | зарегистрирован |
| 2 | Коммунистическая партия Российской Федерации    | Александр Морозов • Михаил Селин                     | 17 | 73 | зарегистрирован |
| 3 | Российская партия пенсионеров за справедливость | Илья Никулин • Александр Болотов • Валентина Шерстюк | 17 | 53 | зарегистрирован |
| 4 | Справедливая Россия                             | Виктор Леухин • Ирина Ясакова • Кирилл Прокопов      | 17 | 73 | зарегистрирован |
| 5 | Яблоко                                          | Николай Егоров • Александр Свитин • Алексей Некрасов | 16 | 60 | зарегистрирован |
| 6 | ЛДПР — Либерально-демократическая партия России | Владимир Жириновский • Ольга Ширикова • Антон Гримов | 17 | 62 | зарегистрирован |
| 7 | Коммунисты России                               | Кирилл Панько • Леонид Шеулин • Александр Протасов   | 17 | 52 | зарегистрирован |
| *Региональная группа соответствует одному одномандатному округу и должна включать от 3 до 5 кандидатов. Региональных групп должно быть от 15 до 17. |                                                 |                                                      |    |    |                 |
| **Без учёта выбывших кандидатов. Общее число кандидатов не должно превышать 88 человек.                                                             |                                                 |                                                      |    |    |                 |

### Выборы по округам
По 17 одномандатным округам кандидаты выдвигались как партиями, так и путём самовыдвижения. Кандидатам требовалось собрать 3 % подписей от числа избирателей соответствующего одномандатного округа.
| №  | Округ                   | Состав                                                                              | Избирателей (на 1.07.2015) | Число кандидатов | Кандидаты                                                                                            |
| -- | ----------------------- | ----------------------------------------------------------------------------------- | -------------------------- | ---------------- | --- |
| 1  | Центральный             | частично город Вологда                                                              | 62 265                     | 5                | Денисова М. В.; ЕР Некипелов А. А.; ЛДПР Ноздрачев М. В.; СР Панько К. И.; КПКР Прохоров Э. А.; КПРФ |
| 2  | Заречный                | частично город Вологда                                                              | 60 233                     | 5                | |
| 3  | Восточный               | частично город Вологда                                                              | 59 913                     | 5                | |
| 4  | Западный                | частично город Вологда                                                              | 62 190                     | 6                | |
| 5  | Юго-восточный           | частично город Череповец                                                            | 61 645                     | 5                | |
| 6  | Индустриальный          | частично город Череповец                                                            | 62 365                     | 5                | |
| 7  | Северо-западный         | частично город Череповец                                                            | 62 373                     | 3                | |
| 8  | Первомайский            | частично город Череповец                                                            | 62 396                     | 5                | |
| 9  | Великоустюгский         | Великоустюгский район                                                               | 46 661                     | 7                | |
| 10 | Сокольский              | Сокольский район, Сямженский район                                                  | 49 711                     | 4                | |
| 11 | Бабаевский              | Бабаевский район, Кадуйский район, Устюженский район, Чагодощенский район           | 58 124                     | 5                | |
| 12 | Вологодский (сельский)  | Вологодский район, Усть-Кубинский район                                             | 46 355                     | 5                | |
| 13 | Грязовецкий             | Грязовецкий район, Междуреченский район, Тотемский район                            | 53 534                     | 5                | |
| 14 | Вытегорский             | Белозерский район, Вашкинский район, Вытегорский район, Кирилловский район          | 56 947                     | 5                | |
| 15 | Никольский              | Бабушкинский район, Кичменгско-Городецкий район, Никольский район, Нюксенский район | 53 528                     | 4                | |
| 16 | Харовский               | Верховажский район, Вожегодский район, Тарногский район, Харовский район            | 49 703                     | 6                | |
| 17 | Череповецкий (сельский) | Череповецкий район, Шекснинский район                                               | 56 544                     | 4                | |

| Партия | Партия                                          | Кандидатов |
| ------ | ----------------------------------------------- | ---------- |
|        | Единая Россия                                   | 17         |
|        | Коммунистическая партия Российской Федерации    | 17         |
|        | Коммунисты России                               | 3          |
|        | ЛДПР — Либерально-демократическая партия России | 16         |
|        | Российская партия пенсионеров за справедливость | 2          |
|        | Справедливая Россия                             | 16         |
|        | Яблоко                                          | 12         |
|        | Самовыдвижение                                  | 1          |
| Всего  | Всего                                           | 84         |

## Результаты
| Место                      | Место                      | Партия                     | по областным спискам | по областным спискам | по областным спискам | по одно- мандатным округам | всего         | всего   |
| Место                      | Место                      | Партия                     | Голоса               | %                    | Получено мест        | Получено мест              | Получено мест | %       |
| -------------------------- | -------------------------- | -------------------------- | -------------------- | -------------------- | -------------------- | -------------------------- | ------------- | ------- |
|                            | 1.                         | «Единая Россия»            | 144 360              | 37,27 %              | 8                    | 17                         | 25            | 73,53 % |
|                            | 2.                         | ЛДПР                       | 84 443               | 21,80 %              | 4                    | 0                          | 4             | 11,76 % |
|                            | 3.                         | КПРФ                       | 58 875               | 15,20 %              | 3                    | 0                          | 3             | 8,82 %  |
|                            | 4.                         | «Справедливая Россия»      | 50 283               | 12,98 %              | 2                    | 0                          | 2             | 5,88 %  |
|                            |                            |                            |                      |                      |                      |                            |               |         |
|                            | 5.                         | Партия пенсионеров         | 17 769               | 4,59 %               | 0                    | 0                          | 0             | 0 %     |
|                            | 6.                         | «Яблоко»                   | 12 510               | 3,23 %               | 0                    | 0                          | 0             | 0 %     |
|                            | 7.                         | «Коммунисты России»        | 9775                 | 2,52 %               | 0                    | 0                          | 0             | 0 %     |
|                            |                            | Самовыдвижение             | —                    | —                    | —                    | 0                          | 0             | 0 %     |
| Недействительные бюллетени | Недействительные бюллетени | Недействительные бюллетени | 9321                 | 2,41 %               |                      |                            |               |         |
| Всего                      | Всего                      | Всего                      | 387 336              | 100 %                | 17                   | 17                         | 34            | 100 %   |